# Nisko
Nisko (udtale: [ˈɲiskɔ])  er en by i den nordlige  del af  Voivodskabet Nedrekarpater i det sydøstlige Polen.  Rzeszów  har 14.874(2021) indbyggere og et areal på 	61,02   km².  Den er en del af   powiatet (amt) Nisko.

## Historie
Nisko blev første gang nævnt i et dokument dateret 15. april 1439, hvor kong Vladislav 3. af Polen overrakte landsbyerne Nysky, Zaoszicze og Pyelaskowicze til en lokal adelsmand. Endvidere blev Nisko også nævnt af Jan Długosz, i hans værk Liber beneficiorum dioecesis Cracoviensis. Etableringen af landsbyen var sandsynligvis resultatet af den katastrofale mongolske invasion af Polen, som decimerede befolkningen i Lillepolen. Beboere i brændte landsbyer og byer genbosatte sig i områderne nord for den enorme Sandomierzskoven. Sandsynligvis i anden halvdel af 1200-tallet blev der etableret en landsby på en bakke nær floden San. Nisko var en kongelig landsby administrativt beliggende i Sandomierz Voivodesskab i provensen Lillepolen i Kongeriget Polens krone.